# Alcalı, Afyonkarahisar
Alcalı là một xã thuộc thành phố Afyonkarahisar, tỉnh Afyonkarahisar, Thổ Nhĩ Kỳ. Dân số thời điểm năm 2011 là 182 người.